# 库尔沙通
库尔沙通（法語：Courchaton，發音：[kuʁʃatɔ̃]）是法国上索恩省吕尔区的旧市镇。2025年1月1日，库尔沙通与邻近的2个市镇合并为新市镇贝勒方丹，并成为了贝勒方丹的委派市镇与政府驻地。

## 地理
库尔沙通（47°30'59"N, 6°32'25"E）面积13.53 平方千米，位于法国勃艮第-弗朗什-孔泰大區上索恩省，该省份为法国东部内陆省份，北起顺时针与孚日省、贝尔福地区省、杜省、汝拉省、科多尔省和上马恩省接壤。
与库尔沙通接壤的市镇（或旧市镇、城区）包括：韦勒舍夫勒和库尔伯南、阿科朗、热内、马尔沃利斯、奥南、若尔方、格拉蒙。
库尔沙通的时区为UTC+01:00、UTC+02:00（夏令时）。

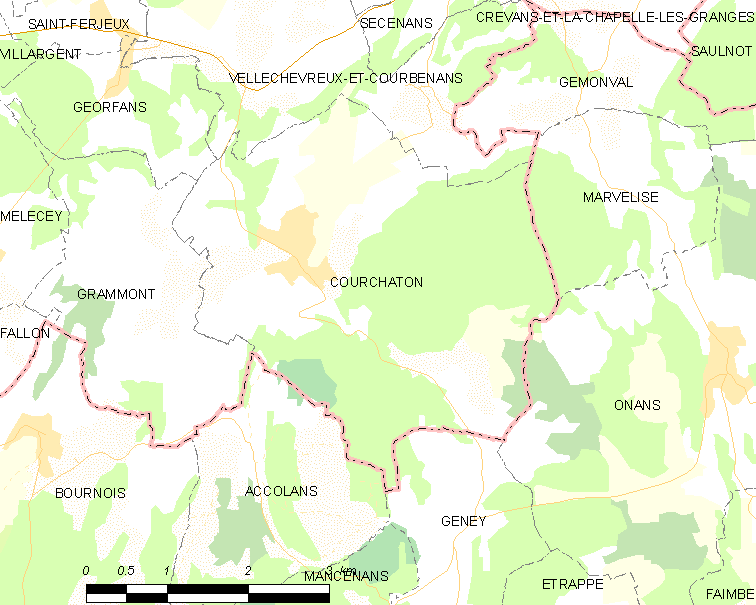
库尔沙通的OSM定位图

## 行政
库尔沙通的邮政编码为70110，INSEE市镇编码为70180。

## 政治
库尔沙通所属的省级选区为维莱塞克塞勒县。

## 人口

1962-2008年间库尔沙通人口变化图示

库尔沙通于2022年1月1日时的人口数量为445人。